# Monts d'Arrée
I Monts d'Arrée (in bretone: Menez Are; 60.000 ha. circa) sono – insieme alle Montagnes Noires – una delle due catene montuose della Bretagna (Francia nord-ovest), di cui costituiscono – con un'altezza massima che non supera i 385 metri – anche le vette mediamente più alte.

Si trovano tra il dipartimento del Finistère (Bretagna nord-occidentale) e il dipartimento delle Côtes-d'Armor e fanno parte del Parco Naturale Regionale d'Armorica (Parc naturel régional d'Armorique), oltre che del Massiccio armoricano.
Queste montagne sono legate a leggende celtiche sulla stregoneria.
Tra le località che si trovano ai piedi dei Monts d'Arrée vi sono: Botmeur, Brasparts, Brennilis, Commana, La Feuillée, Loqueffret, Sizun, nel Finistère, ecc.
La vetta più alta il Roc'h Ruz, che con i suoi 384 m di altezza, è anche la montagna in assoluto più alta della Bretagna.

## Geografia

### Collocazione
I Monts d'Arrée si trovano nella parte orientale del Finistère settentrionale, ai confini con il dipartimento delle Côtes-d'Armor, nonché nella parte occidentale di questo dipartimento.
Un tempo tracciavano il confine tra le antiche regioni della Cornouaille e del Pays de Léon.

### Principali vette dei Mont d'Arrée
- Roc'h Ruz
- Roc'h Trévezel
- Ménez Kador
- Mont Saint-Michel de Brasparts (Menez Mikael)

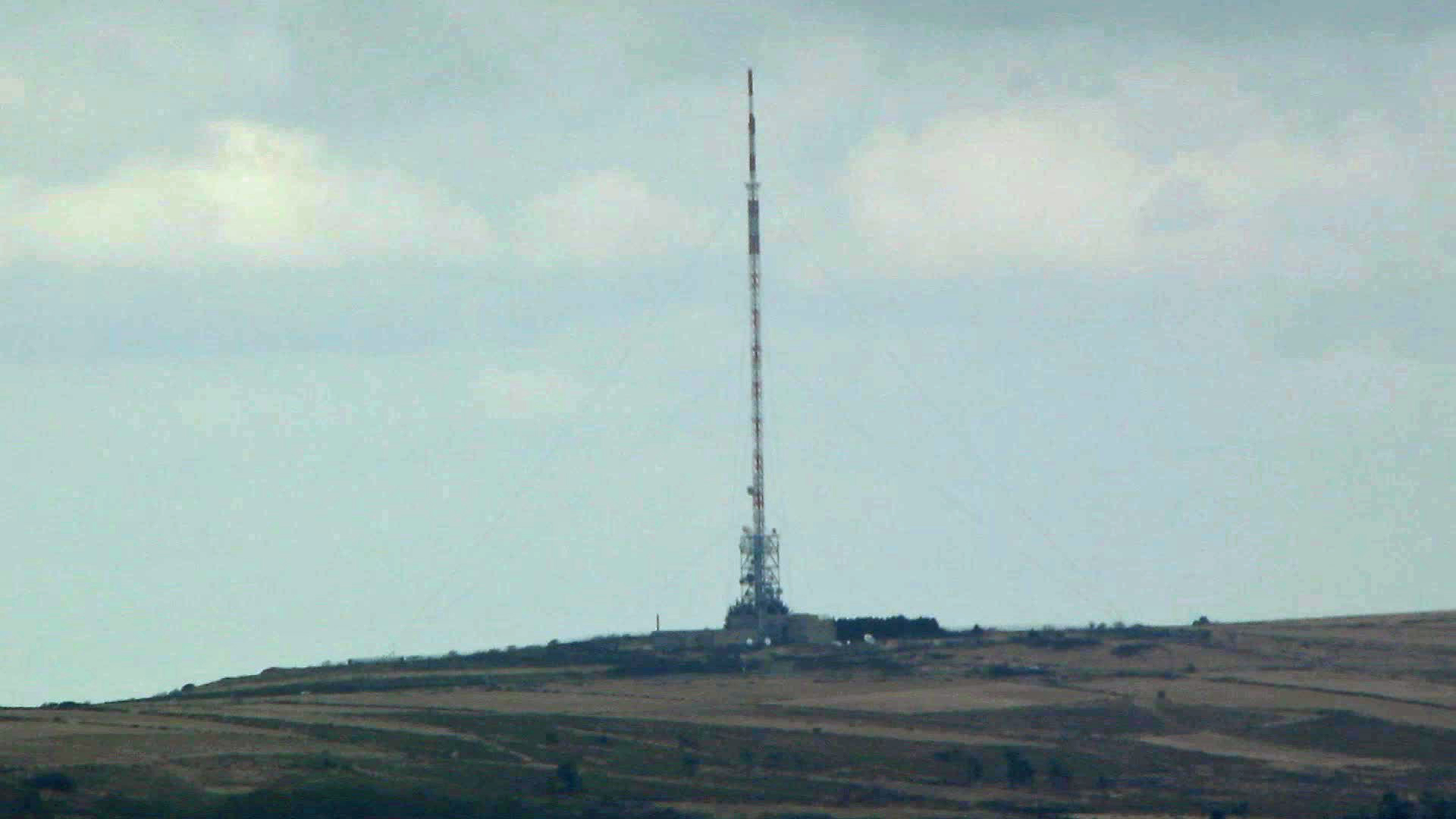
Roc'h Trédudon

- Roc'h Tredudon
- Roc'h ar Feunteun
- Roche Saint Barnabé
- Roc'h Begheor

### Popolazione
La zona non è densamente popolata: non si superano i 40 abitanti per chilometro quadrato.

## Geologia
I Mont d'Arrée sono formati da rocce sedimentarie e da rocce metamorfiche.

## Da vedere
Nella zona si trova l'Ecomusée des Monts d'Arrée , dove sono state ricostruite le tradizioni locali, con due antichi mulini e una conceria.

## Leggende
Secondo le antiche leggende bretoni, sui Monts d'Arrée, a Yeun Ellez, si trova lo Youdig, vale a dire una delle porte che mettono in comunicazione il mondo dei vivi con quello dei morti; superata questa porta, dentro la quale si viene condotti da una figura scheletrica chiamata Ankou, ci si trova in un luogo gelido e nebbioso.